# Сходження (Цілком таємно)

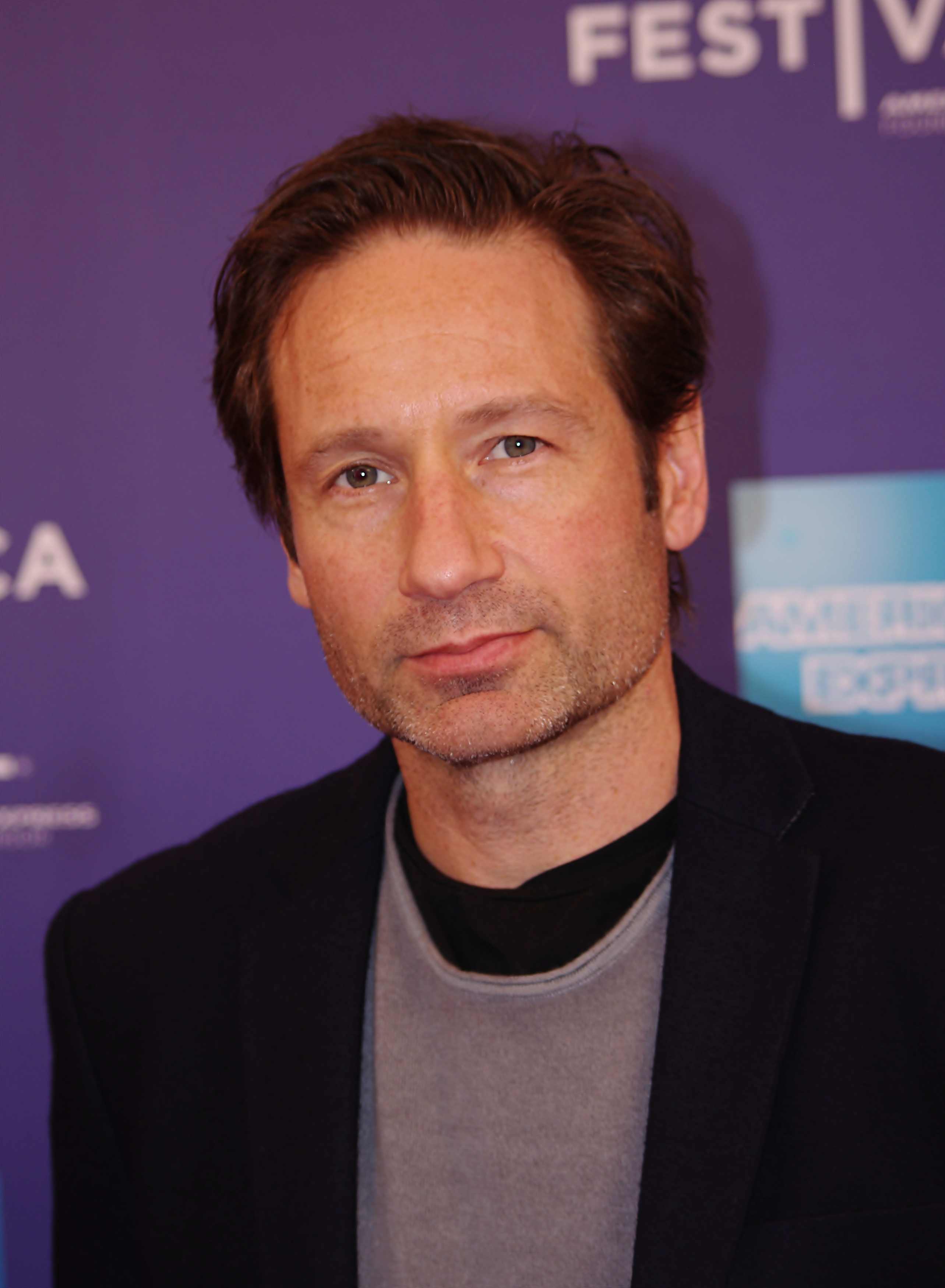

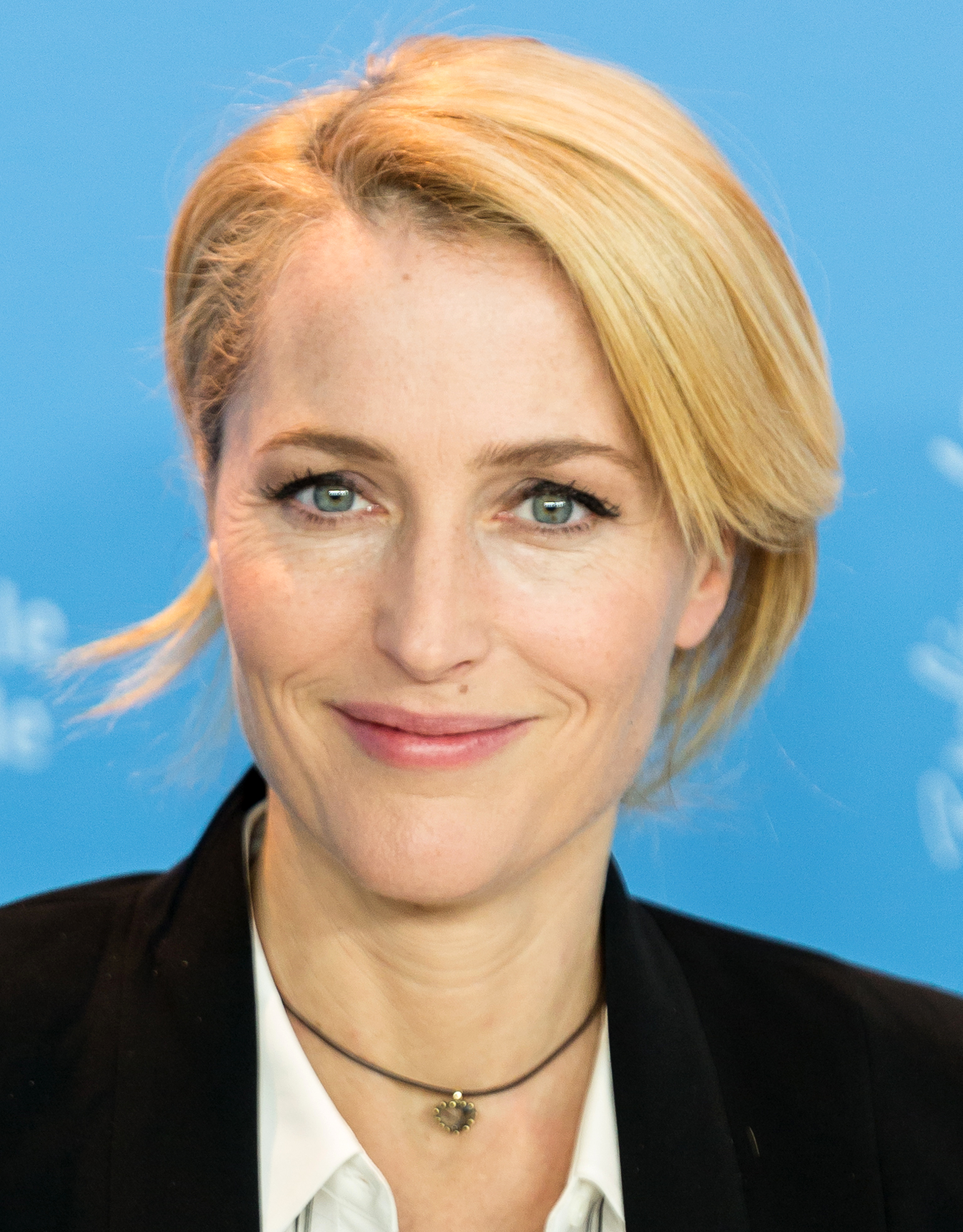

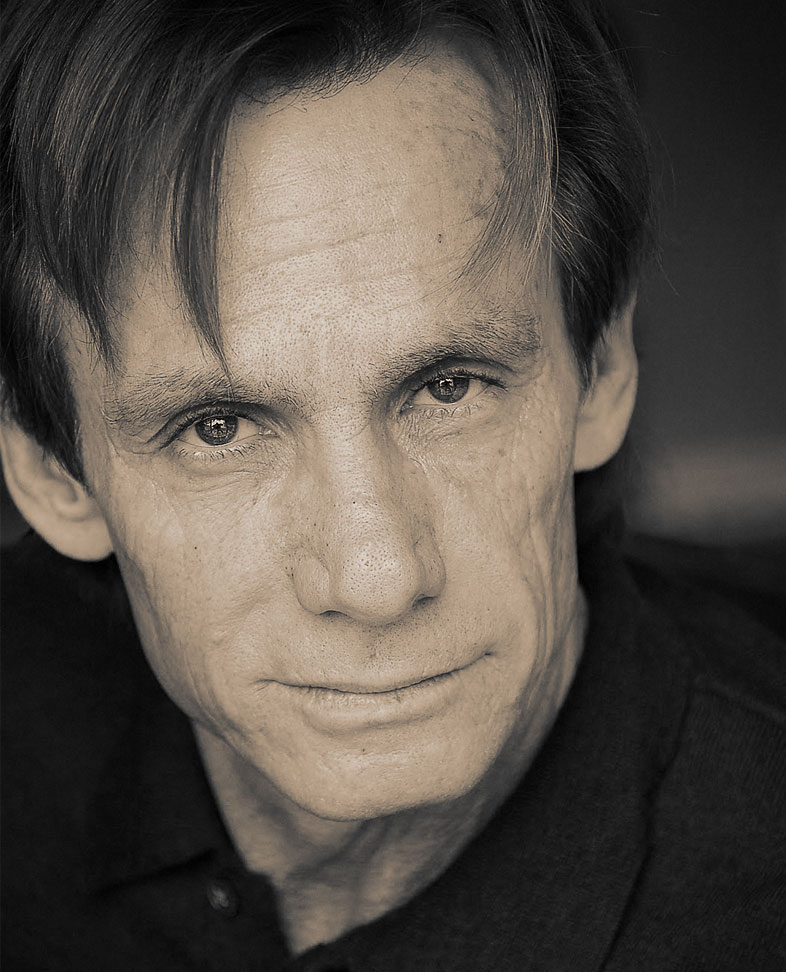

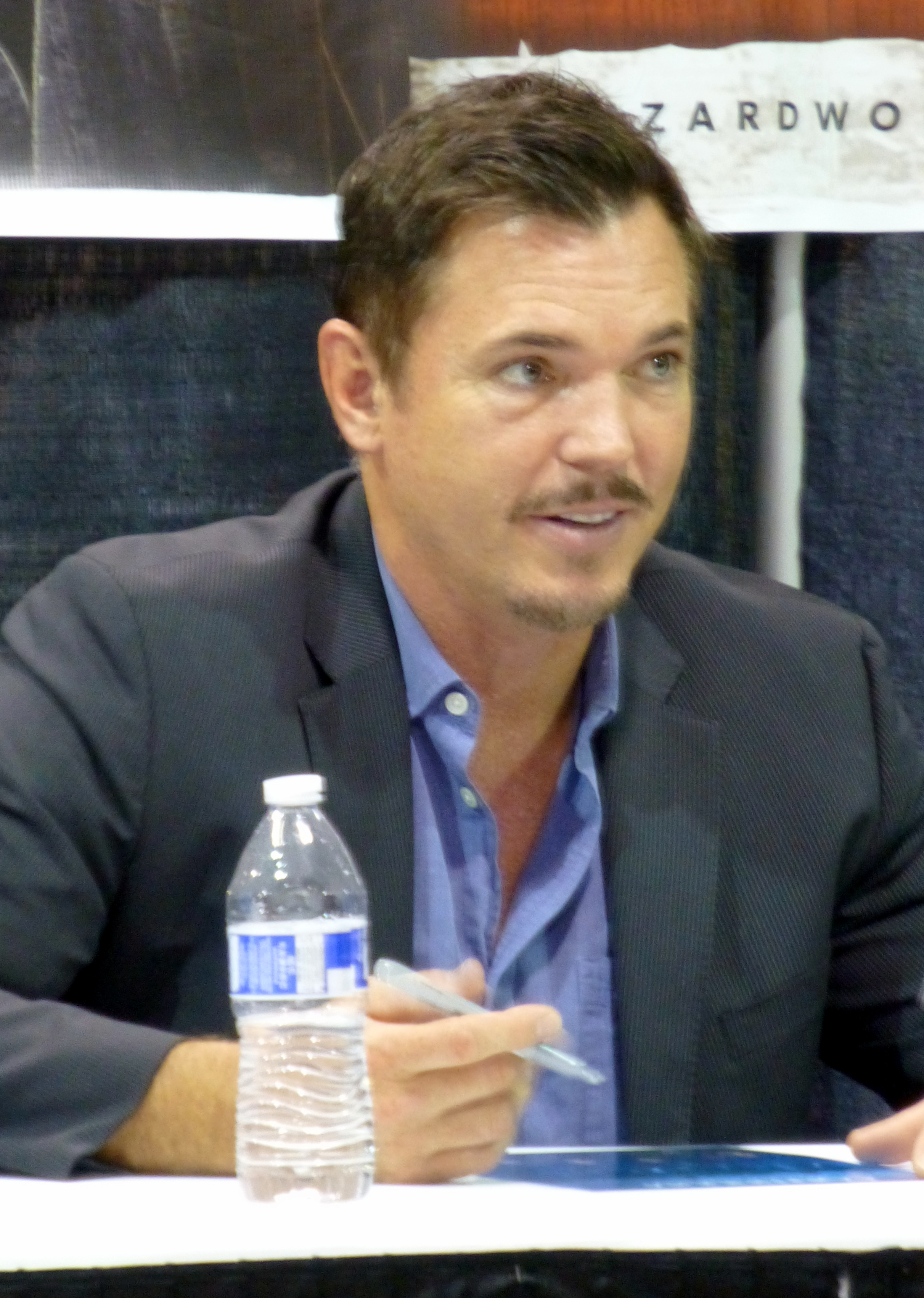

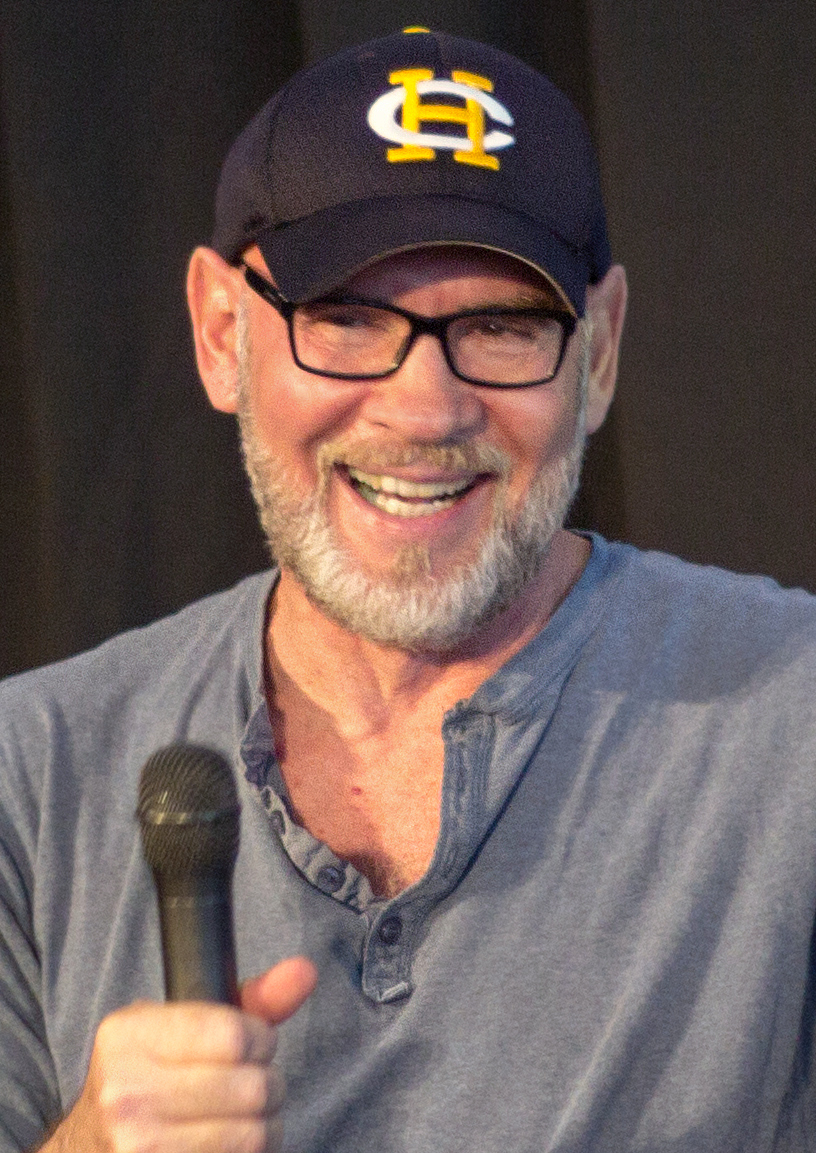

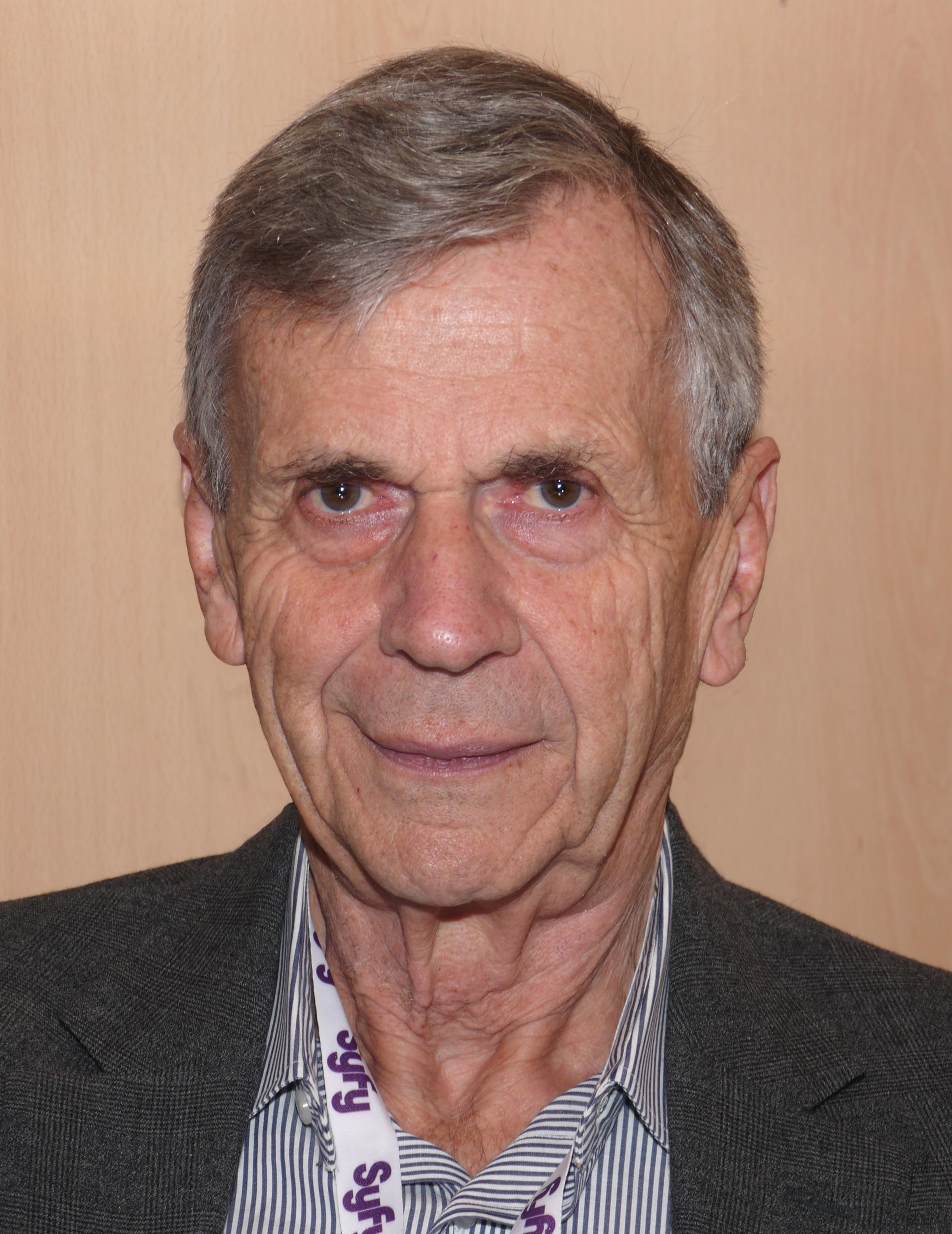

«Сходження» (англ. Ascension) — шоста частина другого сезону серіалу «Цілком таємно» («Секретні матеріали»).

## Зміст
Скаллі надсилає повідомлення Малдеру про код Беррі. Після прослуховування голосового повідомлення, з якого стає зрозуміло, що Скаллі викрав Дуейн Беррі, Малдер поспішає на місце викрадення — щоби вивчити докази.
Фокс зустрічається з Маргарет, матір'ю Дейни, яка розповідає, що напередодні бачила сон, в ньому Скаллі викрадають. Наступного дня заступник директора ФБР Волтер Скіннер повідомляє Малдеру, що той занадто суб'єктивно ставиться до справи і доручає іншому агентові, Алексу Крайчеку, супроводити Фокса до будинку. Тим часом Беррі мчить по Вірджинському шосе № 229, де його зупиняє поліцейський патруль. Дуейн плутано відповідає патрульному, чим викликає його підозри. Коли Скаллі, замкнена в багажнику машини, намагається привернути увагу поліцейського до себе, Беррі вбиває патрульного. В штаб-квартирі ФБР Малдер бачить запис з камер спостереження і розуміє, що Скаллі все ще жива.
Малдер знову прослуховує запис розмови з Дуейном і розуміє, що Беррі направляється на лижний курорт (гірський парк Блурідж, гора Скайленд) — місце першого викрадення Беррі, який дотримується свого початкового плану — передати прибульцям когось іншого замість себе. Крайчек повідомляє Курцеві цю інформацію і отримує від нього завдання перешкодити Малдеру. В часі подорожі Малдер починає дрімати і мало не втрапляє під колеса вантажівки. Коли вони прибувають на місце, Малдер сідає на фунікулер в спробі досягти вершини раніше Беррі. Малдер розганяє кабінку фунікулера до швидкості, яку можуть не витримати троси. Крайчек завдає доглядачеві смертельного удару і намагається прикінчити Малдера — він зупиняє механізм і намагається скинути вниз агента Малдера, який виліз на дах вагона, знову запустивши підйомник. Добравшись до верху, Малдер бачить пусту автівку та зауважує чорний вертоліт, що кружляє в околицях. В автівці він не знаходить жодних слідів Скаллі, крім її натільного хрестика. Тут Фокс натрапляє на радісного Дуейна, який повідомляє, що «вони» її забрали.
На допиті Беррі, Малдер нетямиться від люті і намагається задушити винного, але вчасно бере себе в руки. Виходячи з кімнати, він наказує Крайчеку нікого не впускати всередину. В коридорі Малдеру ввижається видіння допитів інопланетян. Повернувшись, Фокс бачить як Крайчек розмовляє з Дуейном. Хвилиною пізніше, після прибуття Скіннера, Беррі починає битися в конвульсіях і вмирає. Пізніше, в академії ФБР (Квантіко) Малдер намагається поставити питання доктору, який проводив розтин тіла Беррі, але та відмовляється поділитися деталями, так як аутопсія проводилася військовими, а не ФБР.
Крайчек зустрічається з Курцем і пропонує тому вбити Малдера. Однак Курець проти, він вважає, що агента потрібно залишити в живих — щоб не перетворити віру одного у масову релігію. Малдеру і Крайчеку наказано пройти тест на поліграфі з питання смерті Беррі. Фокс стверджує що військові приховують результати розтину. У розпачі Малдер намагається відвідати сенатора Метісона, свого покровителя, але його секретний інформатор, «містер Ікс», відмовляє його від цього. Малдер, перебуваючи в машині Крайчека, знаходить в ній недопалки сигарет Morley, які залишив Курець. Усвідомивши роль викрадення Скаллі, він пише доповідь Скіннеру, зумівши довести причетність Крайчека до змови Курця. Скіннер викликає Крайчека у свій офіс, але з'ясовується, що агент зник. Скіннер оголошує «Секретні матеріали» знову відкритими.
Малдер зустрічається з Маргарет Скаллі в парку і намагається віддати їй хрестик дочки. Але Маргарет повертає йому прикрасу з проханням повернути Дейні, коли він її знайде. Маргарет також розповідає, що знову бачила сон про втрату дочки, а Малдер приймає його за хороший знак — Скаллі може бути ще жива.
Похмурий Малдер повертається на гору в місце викрадення Скаллі. Залишившись без неї на самоті, він дивиться на зірки.

## Знімались
| Актор             | Роль            |
| ----------------- | --------------- |
| Девід Духовни     | Фокс Малдер     |
| Джилліан Андерсон | Дейна Скаллі    |
| Стів Рейлсбек     | Дуейн Беррі     |
| Ніколас Ліа       | Алекс Крайчек   |
| Мітч Піледжі      | Волтер Скіннер  |
| Вільям Брюс Девіс | Курець          |
| Стівен Вільямс    | Містер Ікс      |
| Шейла Ларкен      | Маргарет Скаллі |